# تم (مهدی‌شهر)
تم روستایی در دهستان پشتکوه شهرستان مهدی‌شهر است که در استان سمنان ایران واقع شده است.

## جمعیت
بر پایه سرشماری عمومی نفوس و مسکن در سال ۱۳۹۵ جمعیت این روستا ۸۵ نفر (۲۸خانوار) بوده‌است.